# Iván Salvador
Iván Salvador Edú (L’Hospitalet, 1995. december 11. –), legtöbbször egyszerűen Ibán Salvador vagy Ibán, egyenlítői-guineai–katalán származású spanyol labdarúgó, a Fuenlabrada csatára.